# The Terror (film, 1928)
Pour les articles homonymes, voir The Terror.
Pour plus de détails, voir Fiche technique et Distribution.
The Terror est un film américain réalisé par Roy Del Ruth et sorti en 1928. C'est le deuxième film parlant de Warner-Bros, après Lights of New York. C'est aussi le premier film d'horreur parlant, utilisant le procédé Vitaphone.

## Fiche technique
- Réalisation : Roy Del Ruth
- Scénario : Harvey Gates, Joseph Jackson d'après la pièce The Terror d'Edgar Wallace
- Production : Warner Bros. Pictures
- Photographie : Chick McGill
- Musique : Louis Silvers
- Durée:
  - 80 minutes (version sonore)
  - 85 minutes (version muette)
- Dates de sortie : 
  - 6 septembre 1928 (version sonore)
  - 28 octobre 1928 (version muette)

## Distribution
- May McAvoy : Olga Redmayne[1]
- Louise Fazenda : Mrs. Elvery
- Edward Everett Horton : Ferdinand Fane, détective de Scotland Yard[2]
- Alec B. Francis : Dr. Redmayne
- Matthew Betz : Joe Connors
- Otto Hoffman : Soapy Marks
- Holmes E. Herbert : Goodman
- Joseph Gerard : Supt. Hallick
- John Miljan : Alfred Katman
- Frank Austin : le majordome Cotton